# Эгоизм
Эгои́зм (др.-греч. ἐγώ, лат. ego — «я») — поведение, определяемое стремлением человека к собственной пользе и выгоде в убыток окружающим. Если человек ставит свои интересы превыше интересов других, при этом и уважая мнение окружающих, эгоизм считается разумным. Эгоизм — ключевая часть личности психопатов.
Согласно определению Джона Ролза, эгоизм имеет три формы проявления: диктаторский, эгоизм собственной исключительности и анархический эгоизм. Диктаторский эгоизм подразумевает желание подчинения всех окружающих, в то время как эгоизм собственной исключительности определяется как отказ от моральных норм ввиду неполучения выгоды от них. Анархическим (общим) эгоизмом называется мнение человека о том, что «все должны так делать».
На преступность эгоистической любви к себе, при том, что в человеке нет ничего, чем можно было бы гордиться, указывали Кальвин и Лютер. Подобная точка зрения оказала значительное воздействие на формирование отношения в западной культуре к стремлению к собственному счастью, которое не должно быть главной целью. И. Кант считал нацеленность на собственное благополучие естественным для человеческой природы, следовательно, не имеющим отношения, в отличие от любви к другим, «этическим ценностям». Тем не менее, по мысли Канта, человек не должен отказываться от личного счастья, так как его благополучие может быть полезным для исполнения общественного долга. По Гоббсу эгоизм есть врождённое свойство индивидуума, которое может ограничить лишь суверен. Гельвеций защищал право индивидуума на личное счастье. В его понимании, если, стремясь к личному счастью, человек причиняет другим вред, то он становится источником зла. Тот же, чьи собственные интересы увязываются с интересом общественным, творит добро. Эта согласованность личного с общественным есть «рациональный эгоизм».
Впоследствии Штирнер, ещё позднее Ницше отстаивали право личности на счастье, при этом эгоизм представляли противоположностью любви к другим, альтруизму, считая последнее проявлением слабости. Современными психологами такое противопоставление считается некорректным. В настоящее время допускается, что альтруистический образ действия может быть основан на эгоистических устремлениях, возможно, не осознаваемых человеком.

## Философия. Принцип эгоизма
А нынче все умы в тумане,

Мораль на нас наводит сон,

Порок любезен — и в романе,

И там уж торжествует он.

Британской музы небылицы

Тревожат сон отроковицы,

И стал теперь её кумир

Или задумчивый Вампир,

Или Мельмот, бродяга мрачный,

Иль Вечный Жид, или Корсар,

Или таинственный Сбогар.

Лорд Байрон прихотью удачной

Облек в унылый романтизм

И безнадежный эгоизм.

А. С. Пушкин. Евгений Онегин Глава 3, XII
Принцип эгоизма в качестве универсального начала человеческой активности был признан в эпоху Просвещения. Сам термин «эгоизм» появился в XVIII веке. Французские мыслители XVIII века сформулировали теорию «рационального эгоизма», полагая, что основой морали являются правильно понятые собственные интересы («разумное себялюбие», Гельвеций).
Опираясь на построения Л. Фейербаха, Н. Г. Чернышевский разработал в статье «Антропологический принцип в философии» («Современник», 1860, № 4) свою версию теории разумного эгоизма. Её иллюстрацией отчасти стал роман Чернышевского «Что делать?» (1863):

— Стало быть, правду говорят холодные практические люди, что человеком управляет только расчёт выгоды?

— Они говорят правду. То, что называют возвышенными чувствами, идеальными стремлениями, — всё это в общем ходе жизни совершенно ничтожно перед стремлением каждого к своей пользе, и в корне само состоит из того же стремления к пользе.— Н. Г. Чернышевский. Что делать? Из рассказов о новых людях. Издание подготовили Т. И. Орнатская и С. А. Рейсер. Ленинград: Наука, 1975 (Литературные памятники), С. 68.
Советский генетик В. П. Эфроимсон полагал, что разумный эгоизм передаётся на генетическом уровне, так как сформирован в процессе длительной борьбы за существование и естественного отбора не одной особи, но группы людей, связанных общей целью:

Естественно, что… среди очень многих человекоподобных видов, с которыми человек находился в борьбе за жизнь, выжил тот вид, в котором было сильнее развито чувство взаимной поддержки, тот, где чувство общественного самосохранения брало верх над чувством самосохранения личного, которое могло иногда влиять в ущерб роду или племени.— П. А. Кропоткин, «Этика», СПб.—М. 1922, Т. 1, С. 207
Эгоизм иногда отождествляют с индивидуализмом и противопоставляют его альтруизму и соборности.
Эгоизм может быть рациональным и иррациональным. В первом случае эгоист оценивает возможные последствия своих действий и действует в соответствии с целесообразностью. Во втором случае эгоист действует импульсивно и недальновидно.

## Формы
- Этический эгоизм — доктрина, которая утверждает, что люди должны делать то, что находится в их собственных интересах.
- Психологический эгоизм[англ.] — доктрина, в которой утверждают, что люди всегда мотивированы своими интересами.
- Рациональный эгоизм — убеждение, что разумно действовать в личных интересах.

Термины «эгоизм» и «эготизм» также могут означать:
Эготизм — чрезмерное или преувеличенное чувство собственной важности.
Солипсизм (иногда называемый эгоизмом) — вера в то, что существует только собственное «я», или что только свои переживания можно проверить.
Эгоистический анархизм — форма анархизма, о которой чаще всего говорит Макс Штирнер.
Эгоцентризм — отсутствие эмоциональной потребности «войти в положение другого человека».

## З. Фрейдоб эгоизме
Зигмунд Фрейд полагал, что эгоизм заложен в человеке природой. При этом он расширял понятие эгоизма, подразумевая под ним абсолютно обыденное стремление каждого индивида удовлетворить свои естественные потребности, присущее любому животному. Психоаналитик утверждал, что наиболее эгоистичными являются маленькие дети, ибо практически вся их жизнь посвящена их собственному «Я» и удовлетворению его потребностей. Дети отчаянно желают, чтобы их интенсивные желания были непременно удовлетворены, а кроме того, по мнению Фрейда, первоначально у детей формируется привязанность к близким людям только из-за эгоистических побуждений, потому что именно они наиболее полно удовлетворяют его потребности.

## Философы, изучавшие устройство эгоизма
- Фридрих Ницше
- Айн Рэнд
- Макс Штирнер